# Élie Fréron
Pour les articles homonymes, voir Fréron.
Élie Catherine Fréron, né le 20 janvier 1718 à Quimper et mort le 10 mars 1776 à Montrouge, est un journaliste, critique littéraire et polémiste français.

## Biographie
Fils d’un orfèvre originaire d’Agen, Daniel Fréron, établi à Quimper en 1693, et de sa femme Marie-Anne Campion, née à Pont-l'Abbé, parente éloignée de Malherbe, Élie Fréron fait de médiocres études au collège de Quimper, puis chez les Jésuites au collège Louis-le-Grand, où il entre comme novice en 1737 et reste jusqu’en 1739.
Nommé régent de sixième au collège Louis-le-Grand, tenu par les Jésuites, à la fin de ses études, il professe avec succès pendant deux ans et demi, jusqu’à ce que, désirant voir une fois le spectacle, il a engagé un de ses amis à lui ménager cette satisfaction. Celui-ci l’ayant conduit dans sa chambre et prêté des habits civils, ils sont allés ensemble à la Comédie-Française, où, malgré sa tenue de petit maitre, quelques écoliers ont reconnu leur jeune professeur. Le bruit qu’on l’avait vu au spectacle lui a attiré, de la part de ses supérieurs, des désagréments qui l’ont déterminé à quitter la société des Jésuites,  en 1739, continuant néanmoins de porter le petit collet jusqu’en 1747.
Après avoir quitté l’enseignement, il offre ses services à ceux de l’abbé Desfontaines, dont il est devenu l’ami, et qui publiait alors ses Observations sur les écrits modernes. L’année de la mort de ce critique, en 1745, il crée son propre journal, les Lettres de Madame la Comtesse de *** sur quelques écrits modernes. Ce recueil ayant été supprimé en 1749, il le remplace par les Lettres sur quelques écrits du temps, paru jusqu’en 1754, avec toutefois une interruption en 1751, le temps d’un bref emprisonnement de son auteur au château de Vincennes pour n’avoir pas réglé une somme de mille écus dont il était redevable, et dont il est sorti grâce à une mesure de clémence du Garde des Sceaux.
En décembre 1743, il est reçu apprenti franc-maçon, puis maître-maçon le 26 février 1744 à la loge présidée par Procope, du célèbre café parisien des Fossés-Saint-Germain, où se réunissait un grand nombre de francs-maçons du monde des Lettres. En avril 1745, Fréron sera orateur de la Grande Loge de France:23.
En 1754, il fonde l’œuvre de sa vie, l’Année littéraire, qu’il dirigera jusqu’à sa mort en 1776. Critiquant vivement la littérature de son temps en la rapportant aux modèles du XVIIe siècle et combattant les philosophes des Lumières au nom de la religion et de la monarchie, ce périodique a, d’abord, beaucoup de succès et Fréron gagne très bien sa vie, habitant une superbe maison rue de Seine, ornée de magnifiques lambris dorés, et faisant très bonne chère, recevant à sa table le duc de Choiseul, le duc d’Orléans ou le roi Stanislas.
Il s’attaque principalement à Voltaire qu’il avait déjà décrit dans les Lettres sur quelques écrits du temps « sublime dans quelques-uns de ses écrits, rampant dans toutes ses actions ». Cette critique souvent mordante, dans la droite ligne de celle de son mentor, l’abbé Desfontaines, dans les Observations sur les écrits modernes, où il a fait ses premières armes de critique, mais toujours exprimée avec sang-froid et sur un ton courtois, sera reprise dans chaque numéro de l’Année littéraire. L'une de ses dernières attaques consiste en une édition du Commentaire sur La Henriade (Paris, 1775) que La Beaumelle n’avait pu mener à son terme avant de mourir en 1773.

Voltaire, qui supportait très mal les attaques, a riposté avec une extrême violence, faisant contre lui une virulente satire, Le Pauvre diable (1758), ainsi qu'une pièce de théâtre, Le Café ou l'Écossaise (1760), où Fréron est représenté par le personnage de « Wasp », espion et délateur, coquin envieux et vil, toujours prêt à calomnier à prix d’argent dans son journal l’Âne littéraire. Fréron assiste aux deux premières représentations : si sa femme s’évanouit devant la vigueur de l’attaque, lui-même ne perd pas son sang-froid et fait de la pièce un compte rendu ironique et correct. Voltaire lui a décoché aussi de nombreuses épigrammes, en prose ou en vers, dont celle-ci, restée célèbre :
L’autre jour au fond d’un vallon,

Un serpent piqua Jean Fréron ;

Que croyez-vous qu’il arriva ?

Ce fut le serpent qui creva.
Mais Voltaire et le parti philosophique ont également fait usage contre Fréron de leurs puissants relais au gouvernement et dans la haute administration, notamment le directeur de la Librairie, Lamoignon-Malesherbes, qui intervient après qu’il a accusé à tort Diderot d’avoir plagié le Fils naturel sur Goldoni. Ayant perdu plusieurs de ses protecteurs, il restait protégé par la reine Marie Leszczyńska et par son père le roi Stanislas, quoique ce dernier fût ami des Philosophes. Malgré cela, l’Année littéraire subit de nombreuses suspensions et Fréron quelques jours d’emprisonnement à la Bastille et au For-l'Évêque:221. Le journal périclite. En 1766, Fréron s’étant remarié avec une cousine, Annette (dite Annetic) Royou, s’efforce de mettre de l’ordre dans ses affaires. Lorsqu’en 1776, le Garde des Sceaux, Hue de Miromesnil, ordonnera la suppression de l’Année littéraire, la contrariété subie par Fréron est telle qu’il meurt peu après.
De Thérèse Guyomar, une jeune orpheline quimpéroise épousée en 1751, il avait eu un fils, Louis Marie Stanislas Fréron, qui a joué un rôle sous la Révolution française : surnommé le « Missionnaire de la Terreur », il est notamment l’instigateur de la répression de Toulon, fin 1793.

## Publications
- Histoire de Marie Stuart, avec l’abbé de Marsy, 1742.
- Ode sur la bataille de Fontenoy, 1745.
- Lettres de Madame la comtesse de *** sur quelques écrits modernes, 1746.
- avec l’abbé de La Porte, Lettres sur quelques écrits de ce temps, Genève, Duchesne, 1749-1750 et 1752-1754, 13 vol. 17 cm (lire en ligne).
- Opuscules, 1753, 3 vol.
- L'Année littéraire, 1754-1790, 290 vol.
- Histoire de l’empire d’Allemagne, 1771, 8 vol.